# Grundarfjörður
Grundarfjörður is een plaatsje in het westen van IJsland, aan de noordkust van de gelijknamige fjord op het schiereiland Snæfellsnes in de regio Vesturland.
Het bevolkingsaantal van Grundarfjörður is gekrompen als gevolg van de economische crisis. In 2009 waren er 910 inwoners, in 2013 was dit aantal tot 852 gezakt. Niet ver van Grundarfjörður ligt de 463 meter hoge berg Kirkjufell ("Kerkberg"). Ondanks de geringe hoogte is deze berg wegens het vele gruis moeilijk te beklimmen, en heeft al aan menig klimmer het leven gekost.
Vlak voor de Kirkjufell ligt de relatief onbekende schilderachtige waterval Kirkjufellsfoss. En iets ten oosten van het stadje ligt de Grundarfoss.
De weg oostwaarts naar Stykkishólmur gaat langs een zeer ruig lavaveld, het Berserkjahraun. Het lavaveld is vernoemd naar de twee broers Halli en Leiknir, beiden berserkers, die op een boerderij aan de rand van het lavaveld werkten. In de Eyrbyggja saga wordt uitvoerig verhaald hoe zij een weg dwars door het ondoordringbare lavaveld baanden en vervolgens als dank door hun baas Vígastyrr werden verraden en vermoord.

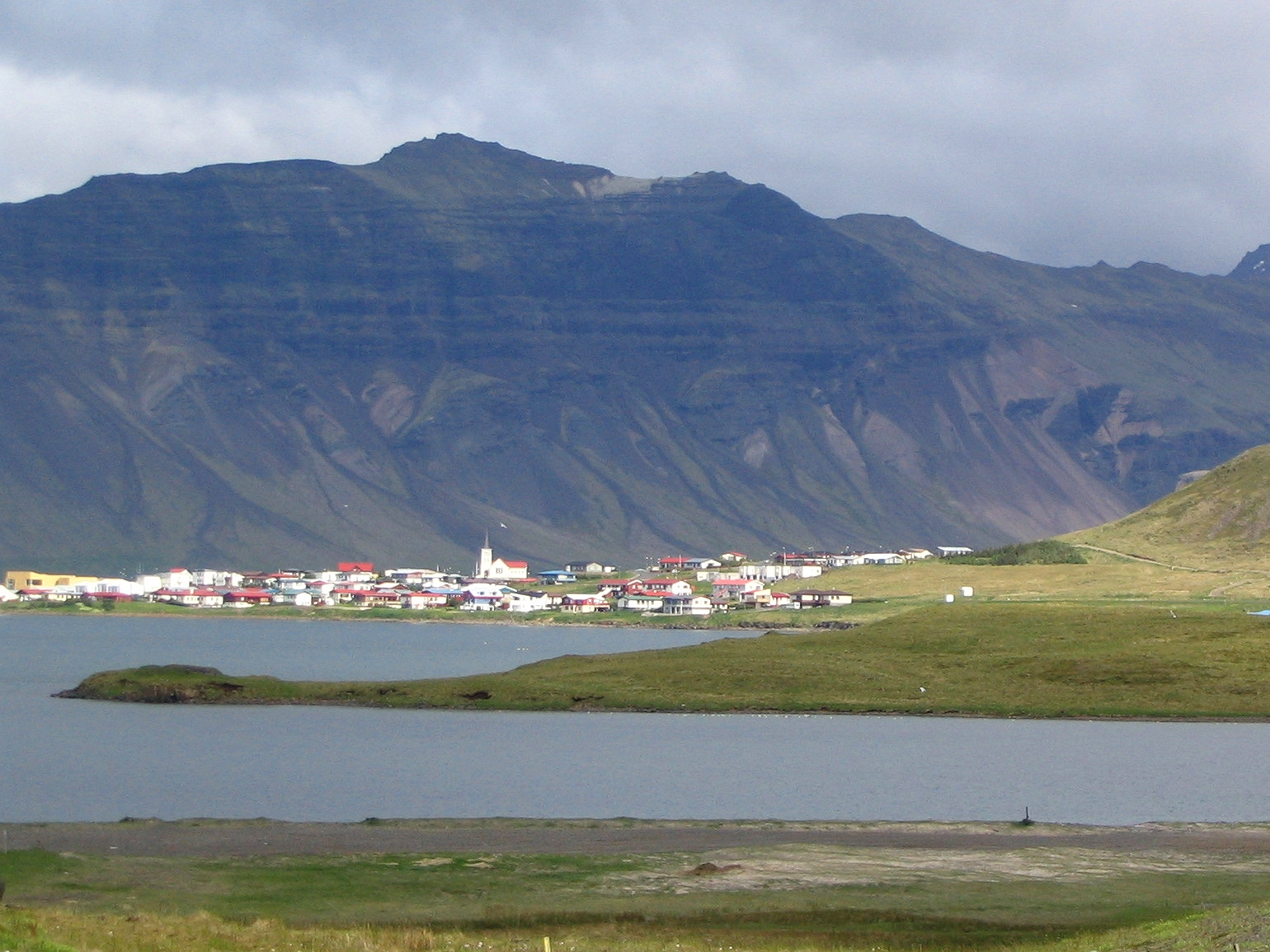
Grundarfjörður
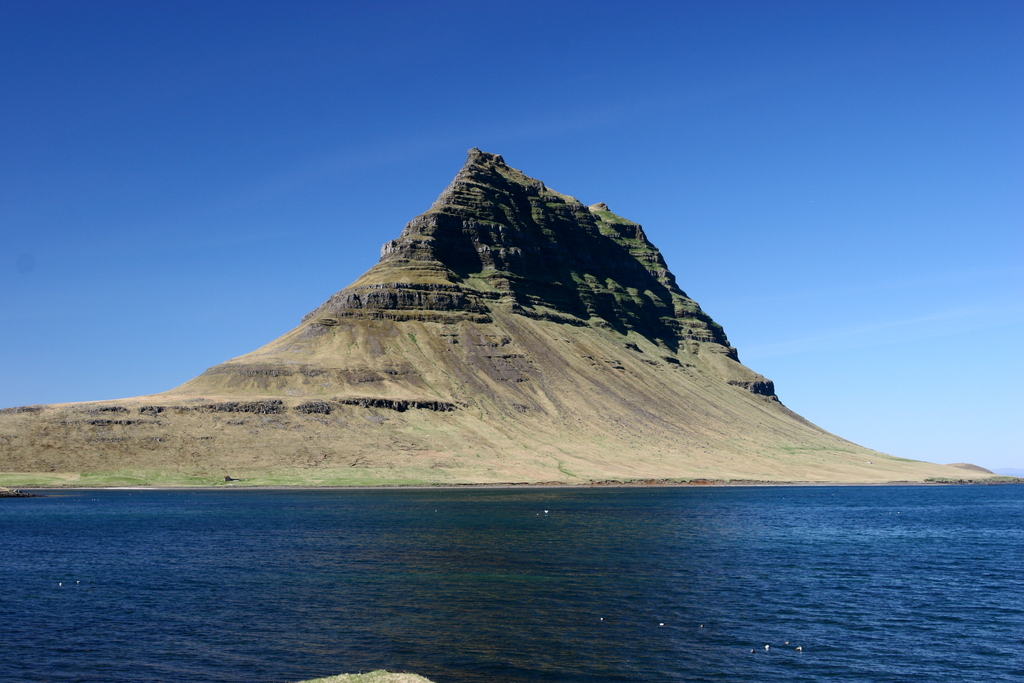
Kirkjufell